# Acacia bella
Acacia bella é uma espécie de leguminosa do gênero Acacia, pertencente à família Fabaceae.